# Ayaka Kikuchi
Ayaka Kikuchi (jap. 菊池 彩花 Kikuchi Ayaka; ur. 28 czerwca 1987 w wiosce Minamiaiki, w prefekturze Nagano) – japońska panczenistka.

## Kariera
Po raz pierwszy na arenie międzynarodowej Ayaka Kikuchi pojawiła się 13 listopada 2010 roku w Heerenveen, gdzie w zawodach Pucharu Świata na 3000 m zajęła 19. miejsce. Pierwsze pucharowe podium wywalczyła 10 listopada 2013 roku w Heerenveen, gdzie wspólnie z Naną Takagi i Maki Tabatą zajęła trzecie miejsce w biegu drużynowym. W zawodach indywidualnych jej najlepszym wynikiem jest dziewiąte miejsce w biegu na 1500 m wywalczone w tej samej miejscowości 14 grudnia 2014 roku. W 2012 roku wystąpiła na dystansowych mistrzostwach świata w Heerenveen, gdzie była między innymi siódma w drużynie i dziesiąta w biegu na 5000 m. Dwa lata później brała udział w igrzyskach olimpijskich w Soczi, gdzie w biegu drużynowym była czwarta, a rywalizację na dystansie 1500 m zakończyła na 31. pozycji. Na dystansowych mistrzostwach świata w Heerenveen w 2015 roku wspólnie z Naną Takagi i Miho Takagi zdobyła złoty medal w zawodach drużynowych.